# Centro direzionale della Banca Monte dei Paschi di Siena
Il centro direzionale della Banca Monte dei Paschi di Siena è un edificio per uffici situato in via Mazzini 23 a Siena.

## Descrizione
Il progetto, opera di Augusto Mazzini, adotta come modello insediativo di organizzazione degli spazi quello della piastra, dove pieni e vuoti, parti costruite e non, concorrono alla composizione dell'organismo architettonico. Ne deriva un organismo costituito da nuclei a pianta quadrata, impostati su moduli strutturali di 9x9 m con lato di 27 m, e una corte centrale corrispondente ad un modulo. Il complesso è stato realizzato tra il 1993 e il 1998.

### Esterno
Il complesso è costituito da un basamento interrato al di sotto della piattaforma originaria destinato ai parcheggi, il corpo degli uffici articolato attorno a un sistema di corti e semicorti e scalettato verso monte, una schiera di residenze di servizio che accompagna il collegamento pedonale tra le strade di contorno, un recinto che contiene l'organismo architettonico come una cittadella. La struttura è concepita insieme all'architettura, ne condivide le ragioni statiche, funzionali ed espressive. È in cemento armato la struttura del basamento e delle parti "dure" destinate a reggere la spinte del terreno a monte. È metallica nei corpi modulari e articolati che si elevano al di sopra del basamento.
L'edificio degli uffici si affaccia verso le antiche mura di mattoni con un materiale distinto: il travertino di Rapolano; i mattoni modesti sono usati per tentare un dialogo con i casamenti a valle e per le residenze.
I volumi modulari degli uffici sono rivestiti a pannelli di alluminio, testimonianza del moderno con un materiale già classico; la ghiaia sulle coperture piane rafforza l'aspirazione morfologica dell'edificio dando ai tetti un carattere di suolo.

### Interno
Il complesso contiene al suo interno sei corti con alberi, una piazza, gli spazi specializzati e di uso comune: auditorium, caffetteria, mensa, centro titoli e borsa.